# Juri Anatoljewitsch Tschursin

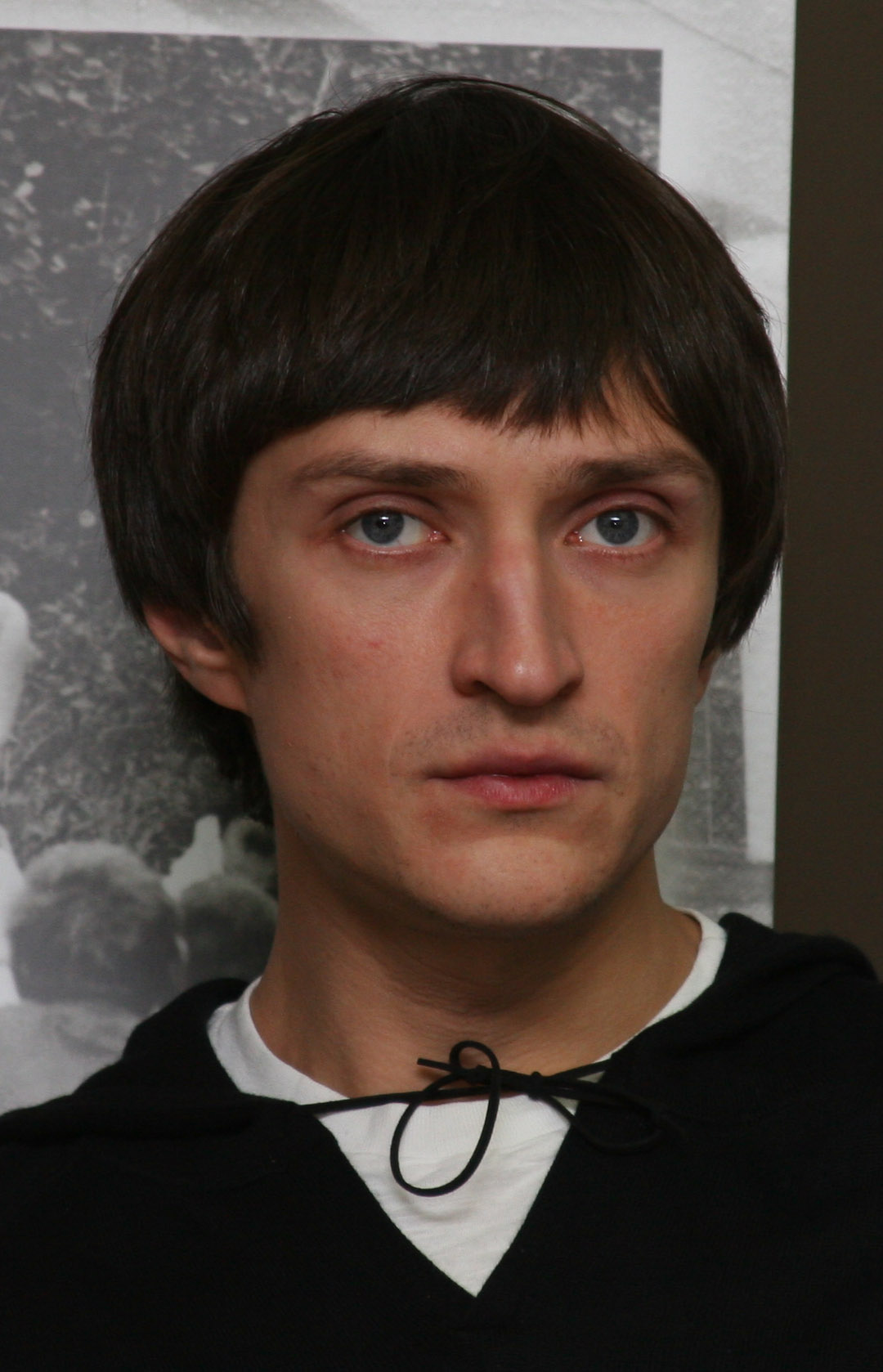
Juri Anatoljewitsch Tschursin (2011)

Juri Anatoljewitsch Tschursin (russisch Юрий Анатольевич Чурсин, wiss. Transliteration Jurij Anatol'evič Čursin; 11. März 1980 in Priosersk, Qaraghandy, Kasachische SSR, Sowjetunion) ist ein russischer Theater- und Filmschauspieler.

## Leben
Tschursin entstammte einer sowjetischen Soldatenfamilie. 1997 absolvierte er das Lyceum Nr. 17 der Stadt Chimki in der Oblast Moskau. Er besuchte die Schtschukin-Theaterhochschule, die er 2001 abschloss, und wurde anschließend in die nach E. Vakhtangov benannte Truppe des State Academic Theatre aufgenommen. Nur ein Jahr später folgten erste Besetzungen in verschiedenen Fernsehserien. Er verkörperte den Charakter des Aleksey Chernov in den Fernsehserien Pobeg und Pobeg 2. Er übernahm die Verkörperung der Figur des Athos 2013 in Die Drei Musketiere – Kampf um Frankreichs Krone und danach bis 2014 in der dazugehörigen Fernsehserie The Three Musketeers. Es folgten auch immer wieder Besetzungen in verschiedenen Filmen wie 2016 in Survival Game und 2019 in Guests – Das Tor zur Hölle.

## Filmografie (Auswahl)
- 2002: Three Against All (Troe protiv vsekh/Трое против всех) (Fernsehserie)
- 2002: Neudacha Puaro (Неудача Пуаро) (Fernsehserie)
- 2003: Three Against All – 2 (Troe protiv vsekh – 2/Трое против всех – 2) (Fernsehserie)
- 2005: Klounov ne ubivayut (Клоунов не убивают) (Mini-Fernsehserie, 8 Episoden)
- 2005: Khiromant (Хиромант) (Fernsehserie)
- 2006: Playing the Victim (Izobrazhaya zhertvu/Изображая жертву)
- 2006: Iz plamya i sveta (Mini-Fernsehserie)
- 2007: The Smell of Life (Zapakh zhizni/Запах жизни)
- 2007: Third Wheel (Tretiy Lishniy/Третий лишний) (Fernsehfilm)
- 2008: Kontrakt na lyubov (Контракт на любовь)
- 2009: Crush (Korotkoe zamykanie/Короткое замыкание)
- 2010: Glukhar v kino (Глухарь в кино)
- 2010: Khimik (Химик) (Fernsehserie)
- 2010: Pobeg (Побег) (Fernsehserie)
- 2011: Supermenedzher, ili Motyga sudby (Суперменеджер, или Мотыга судьбы)
- 2012: MosGaz (МосГаз) (Fernsehserie, 8 Episoden)
- 2012: Brigada: Naslednik (Бригада: Наследник)
- 2012: Pobeg 2 (Побег 2) (Fernsehserie)
- 2013: Die Drei Musketiere – Kampf um Frankreichs Krone (Tri mushketera/Три мушкетера)
- 2013–2014: The Three Musketeers (Tri mushketera/Три мушкетера) (Mini-Fernsehserie, 10 Episoden)
- 2014: Shvatka (Схватка) (Mini-Fernsehserie)
- 2015: Palach (Палач) (Fernsehserie, Episode 1x08)
- 2015: Goznak (Гознак) (Fernsehserie)
- 2016: Survival Game (Mafiya: Igra na vyzhivanie/Мафия: Игра на выживание)
- 2016: Pretty Karina (Karina Krasnaya/Карина Красная) (Fernsehserie)
- 2016: Shakal (Шакал) (Fernsehserie)
- 2016: Black Cat (Chernaya koshka/Чёрная кошка) (Fernsehserie)
- 2017: The Bitch (Vy vse menya besite/Стерва) (Fernsehserie, Episode 1x16)
- 2017: Dinosaur (Dinozavr/Динозавр) (Fernsehserie)
- 2018: Hit (Khit/Хит)
- 2018: Jenseits der Realität (Za granyu realnosti/За гранью реальности)
- 2018: Proklyatie spyaschikh (Проклятие спящих) (Fernsehserie, 8 Episoden)
- 2018: Operatsiya «Satana» (Операция «Сатана») (Mini-Fernsehserie, 5 Episoden)
- 2018: The Mutiny (Myatezh/Мятеж) (Mini-Fernsehserie)
- 2019: Mistresses (Lyubovnitsy/Любовницы)
- 2019: Guests – Das Tor zur Hölle (Gosti/Гости)
- 2019: Phantom (Fernsehserie, Episode 1x01)
- 2019: Mosgaz: Formula mesti (Мосгаз. Формула мести) (Mini-Fernsehserie, 8 Episoden)
- 2019: Nulevoy mir (Нулевой мир) (Fernsehserie)
- 2019: More Than Love (Bolshe, chem lyubov/Больше, чем любовь) (Fernsehserie)
- 2020: Has Anyone Seen My Girl? (Kto-nibud videl moyu devchonku?/Кто-нибудь видел мою девчонку?)
- 2020: The Cathedral (Sobor/Собор) (Fernsehserie, 12 Episoden)